# The Major Works of John Coltrane
| Recensione | Giudizio |
| ---------- | -------- |
| AllMusic   | [ 1 ]    |

The Major Works of John Coltrane è una compilation di John Coltrane, pubblicato nel 1992 dalla Impulse! Records.

## Descrizione
A dispetto del titolo, la raccolta contiene materiale proveniente soltanto da incisioni effettuate nel 1965. Oltre alle celebri due versioni di Ascension e alla cacofonica Om, l'album contiene la composizione di Juno Lewis Kulu Sé Mama, e la largamente improvvisata Selflessness.
La raccolta venne pubblicata su doppio album con una copertina identica a quella dell'album Ascension ad eccezione del titolo.

## Tracce
Disc 1
1. Ascension (Edition I) – 38:37
2. Om – 28:49

Durata totale: 67:26
Disc 2
1. Ascension (Edition II) – 40:31
2. Kulu Sé Mama – 18:57
3. Selflessness – 15:09

Durata totale: 74:37

## Musicisti
- John Coltrane: sassofono tenore
- Pharoah Sanders: sassofono tenore
- Archie Shepp: sassofono tenore (disc 1: traccia 1, disc 2: traccia 1)
- Marion Brown: sassofono alto (disc 1: traccia 1, disc 2: traccia 1)
- John Tchicai: sassofono alto (disc 1: traccia 1, disc 2: traccia 1)
- Freddie Hubbard: tromba (disc 1: traccia 1, disc 2: traccia 1)
- Dewey Johnson: tromba (disc 1: traccia 1, disc 2: traccia 1)
- Joe Brazil. flauto (disc 1: traccia 2)
- Donald Garrett: clarinetto basso  (disc 1: traccia 2, disc 2: tracce 2,3)
- McCoy Tyner: pianoforte
- Jimmy Garrison: contrabbasso
- Art Davis: contrabbasso (disc 1: traccia 1, disc 2: traccia 1)
- Elvin Jones: batteria
- Frank Butler: batteria (disc 2: tracce 2,3)
- Juno Lewis: percussioni/voce (disc 2: tracce 2,3)